# Homalocephale
Homalocephale ("Rovná hlava") byl rod pachycefalosauridního dinosaura, žijícího v období svrchní křídy na území dnešního Mongolska (souvrství Nemegt).

## Popis
Tento dinosaurus byl až 3 metry dlouhý a asi 40 kilogramů vážící, po dvou se pohybující, býložravý nebo všežravý dinosaurus s plochou lebkou bez vystupující kostěné klenby. Jeho hlava se od týlu k zobáku skláněla směrem dolů. Jinak vypadal jako typický pachycefalosaurid - měl dlouhé zadní a krátké přední končetiny, zřejmě s pěti prsty, široká bedra a dlouhý ocas. Známý je z poměrně kvalitních pozůstatků zahrnujících lebku a jiné části těla. Žil před asi 80 milióny let a jeho fosilie byly objeveny v Mongolsku.